# Света Параскева (Тръстеник)
Вижте пояснителната страница за други значения на Света Параскева.
„Света Параскева“ е православна църква в село Тръстеник, община Иваново, област Русе. Тя е част от Русенската духовна околия към Русенската епархия на Българската православна църква и е със статус на постоянно действащ храм. Построена е през 1885 г.
В църквата извършва дейност иконописецът Огнян Денев от Русе.